# ستيفانو كيجيورا تيكو
ستيفانو كيجيورا تيكو (بالبرتغالية: Stefano Cugurra) (25 يوليو 1974 بريو دي جانيرو في البرازيل - ) هو مدرب كرة قدم ولاعب كرة قدم برازيلي في مركز الهجوم. لعب مع نادي روما.

## وصلات خارجية
- ستيفانو كيجيورا تيكو على موقع Soccerway.com (الإنجليزية)
- ستيفانو كيجيورا تيكو على موقع عالم كرة القدم.نت (الإنجليزية)